# Saphobius fulvipes
Saphobius fulvipes är en skalbaggsart som beskrevs av Thomas Broun 1893. Saphobius fulvipes ingår i släktet Saphobius och familjen bladhorningar. Inga underarter finns listade i Catalogue of Life.

## Bildgalleri

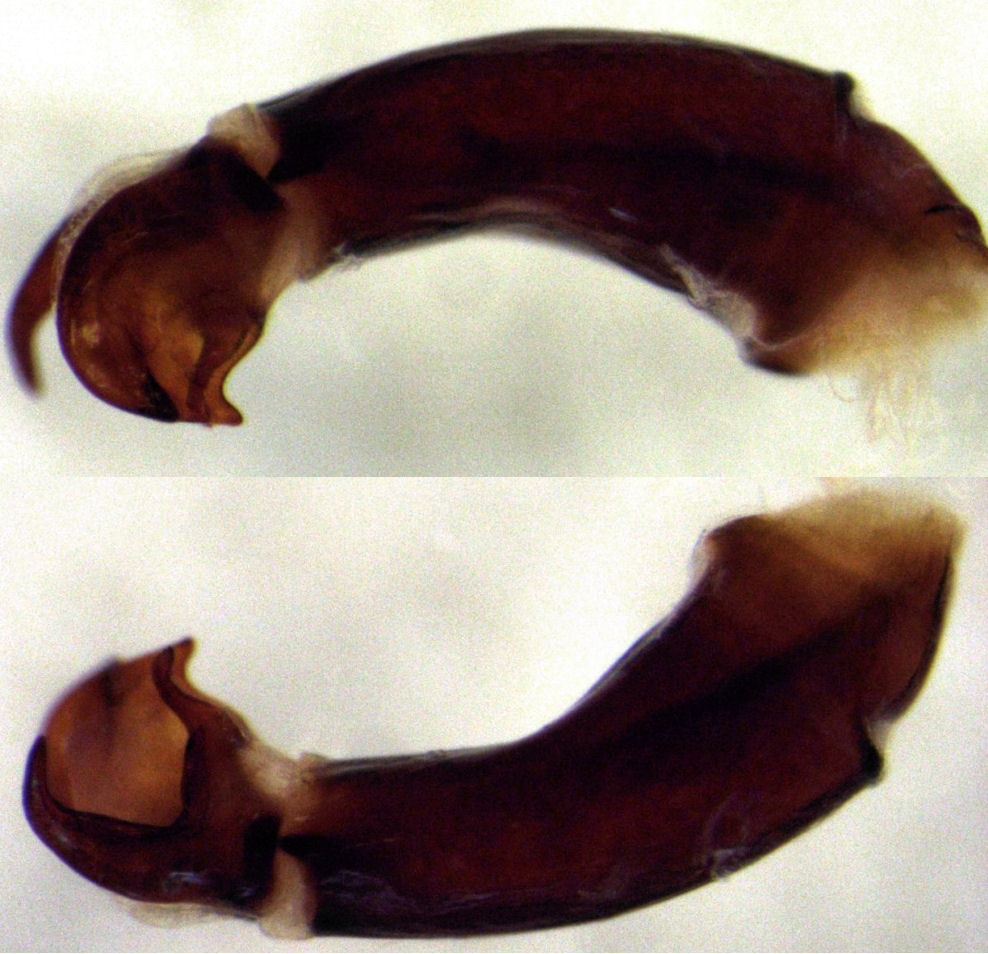
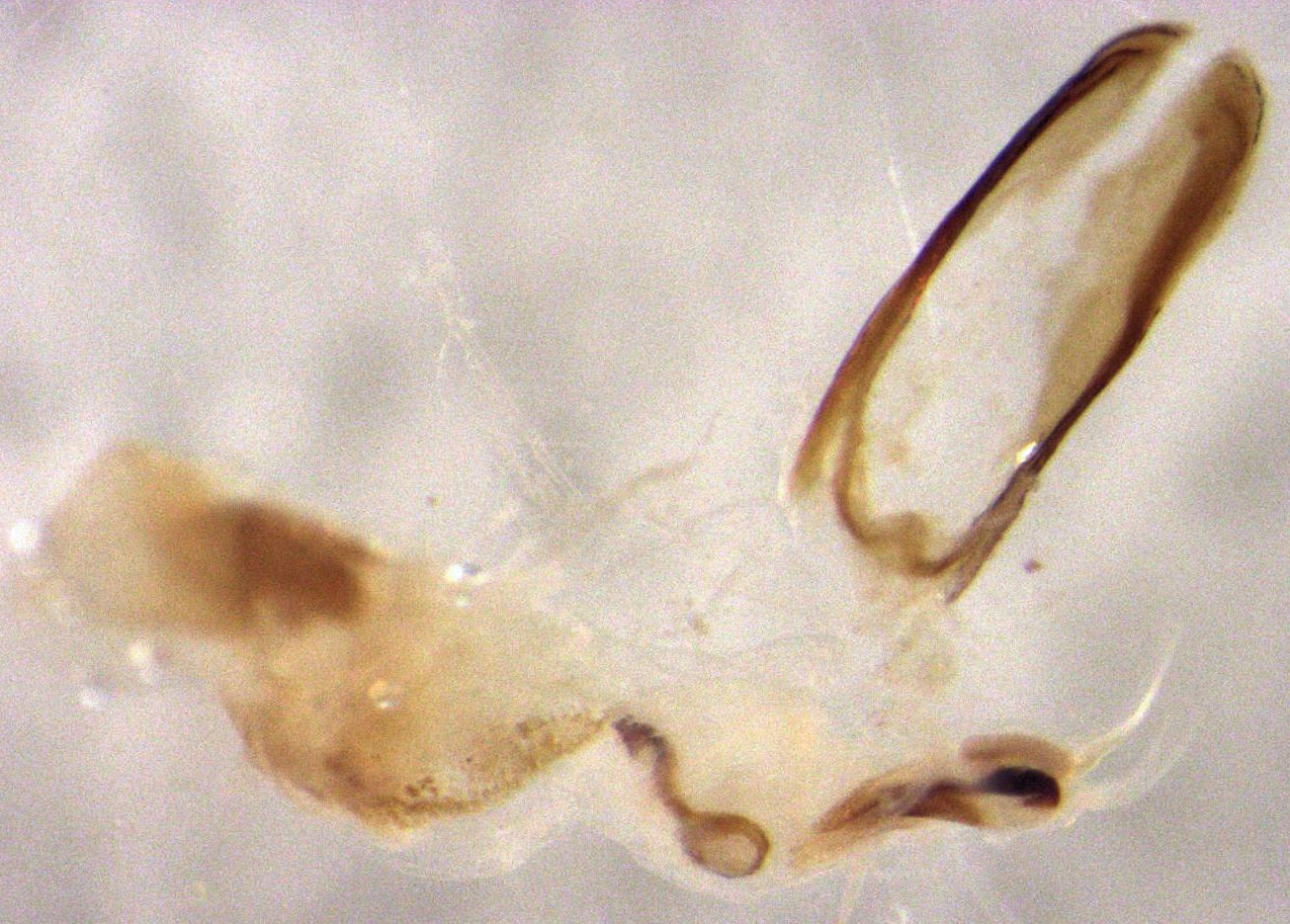